# Chacalapa, Guerrero
Chacalapa är en ort i Mexiko.   Den ligger i kommunen Ayutla de los Libres och delstaten Guerrero, i den södra delen av landet, 270 km söder om huvudstaden Mexico City. Chacalapa ligger 528 meter över havet och antalet invånare är 398.
Terrängen runt Chacalapa är varierad, och sluttar västerut. Runt Chacalapa är det ganska tätbefolkat, med 58 invånare per kvadratkilometer. Närmaste större samhälle är Ayutla de los Libres, 3,4 km väster om Chacalapa. Omgivningarna runt Chacalapa är en mosaik av jordbruksmark och naturlig växtlighet.